# Eargasmic
Ex-gimnazistákból kiforrott könnyűzenei társaság. Elődje az iskolás évek alatt On Beat néven fémjelzett cikkekben. 
Érdekesség, hogy a zenekar mindössze négy tagú, ugyanakkor az előadások idejére lélekszámuk kibővül.

Teljesítményük jól tükrözi zeneiségüket, képzettségüket.
1. ↑  Zoltán, Kecskés: FEOL - On Beat: Orsovai Reni kezei alatt formálódik a pimaszul fiatal zenekar (magyar nyelven). FEOL - On Beat: Orsovai Reni kezei alatt formálódik a pimaszul fiatal zenekar, 2023. április 12. (Hozzáférés: 2023. május 16.)
2. ↑  Szabolcs, Szabó: DUOL - Főszerepben a jazz a zeneiskolában (magyar nyelven). DUOL - Főszerepben a jazz a zeneiskolában, 2023. február 1. (Hozzáférés: 2023. május 16.)
3. ↑  DUOL - Főszerepben a Jazz a Sándor Frigyesben (magyar nyelven). DUOL. (Hozzáférés: 2023. május 16.)